# Omar ibn al-Chattab
Omar I, voluit Omar ibn al-Chattab (Arabisch: عمر بن الخطاب) (Mekka, ca. 584 – Medina, 3 november 644), was van 634 tot 644 de tweede kalief, en daarmee hoofd van het Arabische Rijk. Omar ibn al-Chattab behoort tot de 'Vier Rechtgeleide Kaliefen' en was een van de metgezellen van Mohammed. Wegens zijn onbetwiste rechtvaardigheid kreeg hij van Mohammed de bijnaam al-Faroek en was hij samen met Aboe Bakr de meest intieme raadsman van Mohammed.
Omar was in eerste instantie een felle tegenstander van Mohammed. Echter, op de dag dat hij op pad ging om de profeet te vermoorden, veranderde zijn levensvisie en bekeerde hij zich, in 616, tot de islam. Met zijn bekering zou de moslimgemeenschap 40 gelovigen gaan tellen. Na zijn bekering werd hij een vooraanstaande verdediger van de islam en was hij altijd nauw betrokken bij Mohammed. Omar heeft met name in Medina tijdens de opkomst van de islam actief deelgenomen aan alle belangrijke beslissingen die Mohammed heeft genomen.
Bij de sjiieten wordt de nagedachtenis van Omar verfoeid, omdat hij verhinderd had dat Ali kalief werd. De meeste vervloeken hem als usurpator en beschouwen Abu Bakr en Omar als 'de twee afgoden van de Qoeraisj'.

## Kalifaat van Omar

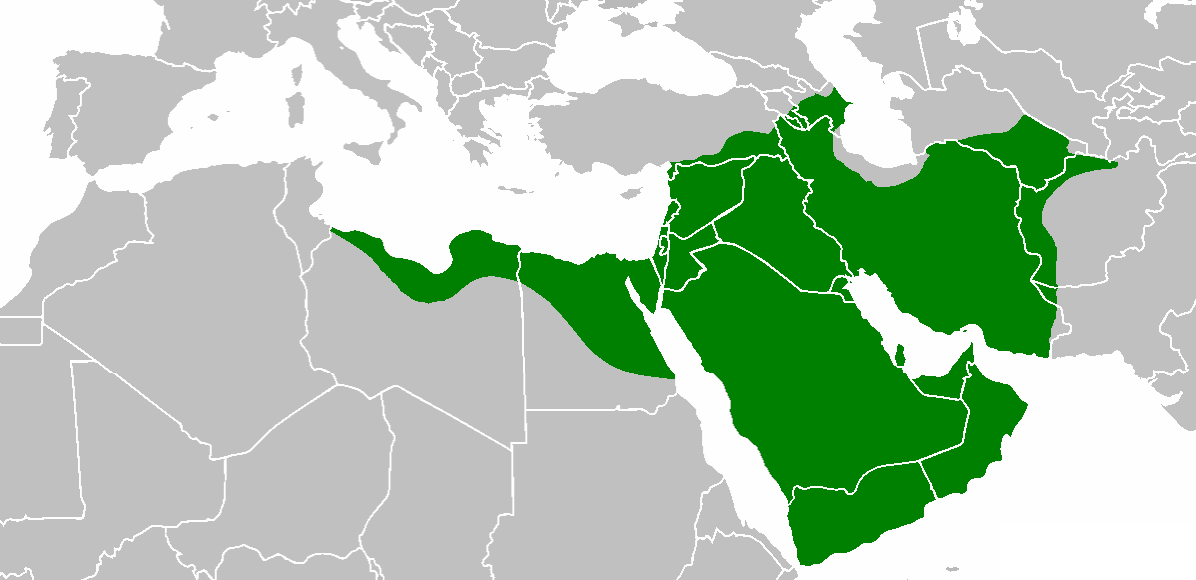
Omar ibn al-Chattabs rijk op zijn hoogtepunt

Het kalifaat van Omar was voor de moslims het meest bloeiende tijdperk. Onder zijn leiding breidde het rijk zich sterk uit en werden onder andere Palestina (met Jeruzalem) (637), Irak (636), Syrië (636) en Egypte (639-642) veroverd en werd het hele rijk goed georganiseerd.
Het Perzische Rijk onder de Sassaniden leed zware nederlagen tegen hem, maar zou pas onder zijn opvolger definitief worden veroverd. Als gevolg van een explosieve uitbreiding van het rijk riep hij de zogenaamde Divan in het leven die alle militairen, het staatsinkomen en de verdeling van de buit registreerde.
In zijn tijd werd het gebruik van de islamitische kalender geïntroduceerd en volgens sommige overleveringen zouden er tijdens zijn kalifaat zo'n 4000 moskeeën gebouwd zijn.

## Dood en opvolging
In 644 werd Omar fataal verwond door een Perzische slaaf (Piruz Navahandi ook bekend als Abu Lulu) over wiens motieven geen zekerheid bestaat (volgens de overlevering had hij zich te beklagen over de val van het Perzische rijk).
Terwijl Omar op zijn sterfbed lag werd een commissie door hem bijeengeroepen om de nieuwe kalief te kiezen die bestond uit de volgende zes personen; Ali ibn Abu Talib, Uthman ibn Affan, Sa`d ibn Abi Waqqas, Abd al-Rahman ibn Awf, Zubayr ibn al-Awwam en Talha ibn Oebeydullah. Na gevoerde gesprekken trokken vier leden zich vrijwillig terug, omdat zij het kalifaatschap aan anderen gunden en werden de gesprekken tussen Ali ibn Abu Talib en Uthman ibn Affan voortgezet. Na onderzoek van de publieke opinie kwam commissievoorzitter Abd al-Rahman ibn 'Awf tot de conclusie dat de moslims het er unaniem over eens waren dat Ali ibn Abu Talib of Uthman ibn Affan als kalief zou moeten worden aangesteld. Ali ibn Abu Talib werd door commissievoorzitter Abd al-Rahman ibn 'Awf uitgenodigd naar zijn kamer en vroeg hem of hij volgens het Boek van God, soenna van de Profeet en volgens de toepassing van Aboe Bakr en Omar ibn al-Chattab zou handelen. Ali ibn Abu Talib antwoordde dat hij strikt volgens de Koran en de soenna van de Profeet zou handelen en buiten dat de beslissingen zou nemen uit eigen inzichten. Dezelfde vraag werd door commissievoorzitter Abd al-Rahman ibn 'Awf gesteld aan Uthman ibn Affan, die wel alle voorwaarden accepteerde. Commissievoorzitter Abd al-Rahman ibn 'Awf maakte aan alle commissieleden bekend dat hij Uthman ibn Affan als nieuwe kalief had aangesteld en zwoer de nieuwe kalief met onmiddellijke ingang zijn trouw.

## Door Omar overgeleverde ahadith en ander erfgoed
Van Omar zijn er 539 overleveringen over Mohammed bekend en is hij samen met Aboe Bakr de enige metgezel die tijdens het leven van Mohammed fatwa gaf.
Omar Ibn Al-Chattab behoort tot de schrijvers die de openbaringen hebben opgetekend voor de koran. Volgens de islamitische traditie is hij een van de tien moslims waarvan getuigd werd dat zij voor het Paradijs zijn bestemd.
Er is door Aboe Saied al-Khoedriy het volgende overgeleverd:
De Boodschapper van Allah (Salla Allaho ‘Alayhi Wassalam) zei: “Terwijl ik sliep, zag ik de mensen aan mij voorgeleid worden, terwijl zij gewaden droegen. Bij sommigen bereikten de gewaden de borst en bij sommigen bereikten ze niet eens de borst. En toen kwam Omar ibn al-Khattaab voorbij met een gewaad die hij over de grond meesleepte.” De metgezellen vroegen: “Waar staan de gewaden in deze droom voor, o Boodschapper van Allah (Salla Allaho ‘Alayhi Wassalam)?” Hij antwoordde: “Zij staan voor het geloof!”— Boechari en Moeslim)
Abû Bakr As-Siddîq · ʿUmar ibn al-Khattâb · ʿUthmân ibn Affân · ʿAlî ibn Abî Tâlib · Talha ibn ʿUbayd Allâh · Zubayr ibn al-Awwâm · ʿAbdur Rahman ibn ʿAwf · Saʿd ibn Abi Waqqâs · Abu Ubayda ibn al-Jarrah · Saʿîd ibn Zayd